# Tekstologia
Tekstologia (łac. textus + gr. -logía – „nauka o tekście”) – pomocniczy dział nauki o literaturze zajmujący się zagadnieniami związanymi z badaniem i opisem tekstów konkretnych dzieł literackich pod kątem ustalania ich autentyczności, zmian wprowadzanych świadomie przez autora w procesie twórczym, zmian wprowadzanych bez jego wiedzy na skutek niezamierzonych błędów wydawniczych lub też świadomie przez użytkowników rękopisu lub maszynopisu.
Zadaniem tekstologii jest odtworzenie tekstu zgodnego z intencją pisarza na podstawie dostępnych zapisów. Punktem wyjścia dla pracy tekstologa jest założenie, że przekazy mogą być w jakiś sposób skażone. Skażenia tekstu mają swoje źródła w:
- błędach autora;
- błędach osoby zapisującej tekst ze słuchu;
- błędach kopistów;
- błędach zecerów;
- błędach korektorskich;
- interwencjach wydawców.

W pracy tekstologicznej wyróżnia się 7 podstawowych wypadków, z którymi można się zetknąć i które wymagają odpowiedniego dobrania metody pracy pozwalającej na ustalenie tekstu autentycznego:
1. Istnienie tylko jednego tekstu autentycznego (druku za życia autora i pod jego kontrolą)
2. Istnienie kilku druków autentycznych i jednego lub więcej autografów
3. Istnienie autografu skończonego lub kopii skontrolowanej przez autora
4. Istnienie jednego lub kilku autografów dzieła niedokończonego
5. Istnienie jednej kopii nieskontrolowanej przez autora albo druku dokonanego bez wiedzy autora lub po jego śmierci na podstawie niedostępnego obecnie lub zatraconego autografu
6. Istnienie kilku kopii nieskontrolowanych lub druków niemających prawa do tytułu autentyczności
7. Istnienie tekstu całkowicie skażonego przez amplifikacje i kontaminacje z tekstami obcego pochodzenia, które wymaga restytucji.

Zgromadzony i opisany przez tekstologów materiał, tzn. wszystkie znane odmiany dzieła, stanowią punkt wyjścia do dalszych badań historycznoliterackich, dotyczących jego budowy, powstania i recepcji. Na wynikach badań tekstologicznych opiera się także edytorstwo naukowe.
Metodologia tekstologiczna wywodzi się z tradycji czynności badawczych filologii klasycznej (tzw. krytyka tekstu). W swoich działaniach wykorzystuje także nauki pomocnicze:
- historia pisma (w szczególności paleografia);
- historia książki i bibliografia;
- biografia autora, którego tekst jest ustalany;
- językoznawstwo (zwłaszcza gramatyka historyczna, semantyka i dialektologia).